# 3-乙酰氧基吡啶
3-乙酰氧基吡啶是一种有机化合物，化学式为C7H7NO2。它可由3-羟基吡啶和乙酸酐反应得到，高氯酸铜可以催化这一反应。它在有机合成中可用作乙酰化试剂。它可以被硼氢化钠还原为3-羟基吡啶。